# Wieża Alfabetu Gruzińskiego
Wieża Alfabetu Gruzińskiego (gruz. ანბანის კოშკი) – współczesna wieża widokowa o wysokości 130 metrów zlokalizowana w Batumi w Gruzji.
Wieża symbolizuje wyjątkowość gruzińskiego alfabetu i społeczności. Na szczycie budynku znajduje się punkt widokowy oraz restauracja.

## Historia
Wieża została zbudowana przez hiszpańskie przedsiębiorstwo CMD Domingo y Lázaro Ingenieros. Budowa rozpoczęła się 10 października 2010 a ukończona została w grudniu 2011. Koszt budowy wyniósł 65 milionów dolarów.